# Saint-Jean-Saint-Nicolas
 Saint-Jean-Saint-Nicolas  es una población y comuna francesa, situada en la región de Provenza-Alpes-Costa Azul, departamento de Altos Alpes, en el distrito de Gap y cantón de Orcières.

## Demografía
| 718 | 695 | 746 | 823 | 865 | 781 |
| Para los censos de 1962 a 1999 la población legal corresponde a la población sin duplicidades (Fuente: INSEE [Consultar]) |     |     |     |     |     |